# IPS/UPS
L'IPS/UPS est un réseau de transmission synchrone étendu de certains pays de la CEI, avec un mode de fonctionnement en commun et un contrôle de supervision centralisé. Il a une capacité de production installée de 300 gigawatts et produit 1 200 térawattheures (TWh) par an pour ses 280 millions de clients. Le système couvre huit fuseaux horaires.

## Histoire
Le système électrique unifié a été lancé en 1956 en interconnectant les systèmes électriques du Centre et de la Moyenne Volga. En 1978, le système électrique unifié comprenait toute l'Union soviétique à l'exception de l'Asie centrale.
De 1979 à 1993, les systèmes électriques de la Pologne, de la République démocratique allemande, de Tchécoslovaquie, de la Hongrie, de la Roumanie et de la Bulgarie, qui font désormais partie du réseau synchrone de l'Europe continentale (ENTSO-E), fonctionnaient de manière synchrone avec le système électrique unifié de l'URSS.
Les pays d'Asie centrale (hors Turkménistan) ont été ajoutés au système intégré en 2001. En 2001, l'Estonie, Lettonie, Lituanie signe l'accord de BRELL (Biélorussie, Russie, Estonie, Lettonie, Lituanie) qui définit la synchronisation du système électrique des pays baltes avec le réseau russe. A partir de 2007, les pays baltes commencent les démarches pour intégrer le réseau européen ENTSO-E pour se désengager du système IPS/UPS.
En 2009, l'Ouzbékistan s'est déconnecté du système entraînant également la déconnexion du Tadjikistan. En 2018, les pays baltes démarre officiellement leur démarche pour intégrer le réseau ENTSO-E. En 2022, l'Ukraine s'est déconnectée, entraînant la déconnexion de la Moldavie. La même année, les pays baltes ont arrêt leur importation d'électricité venant de Russie, tout en restant connecté au réseau IPS/UPS. En juillet 2024, les pays baltes annoncent l'arrêt de leur synchronisation avec l'IPS/UPS pour le 7 février 2025.

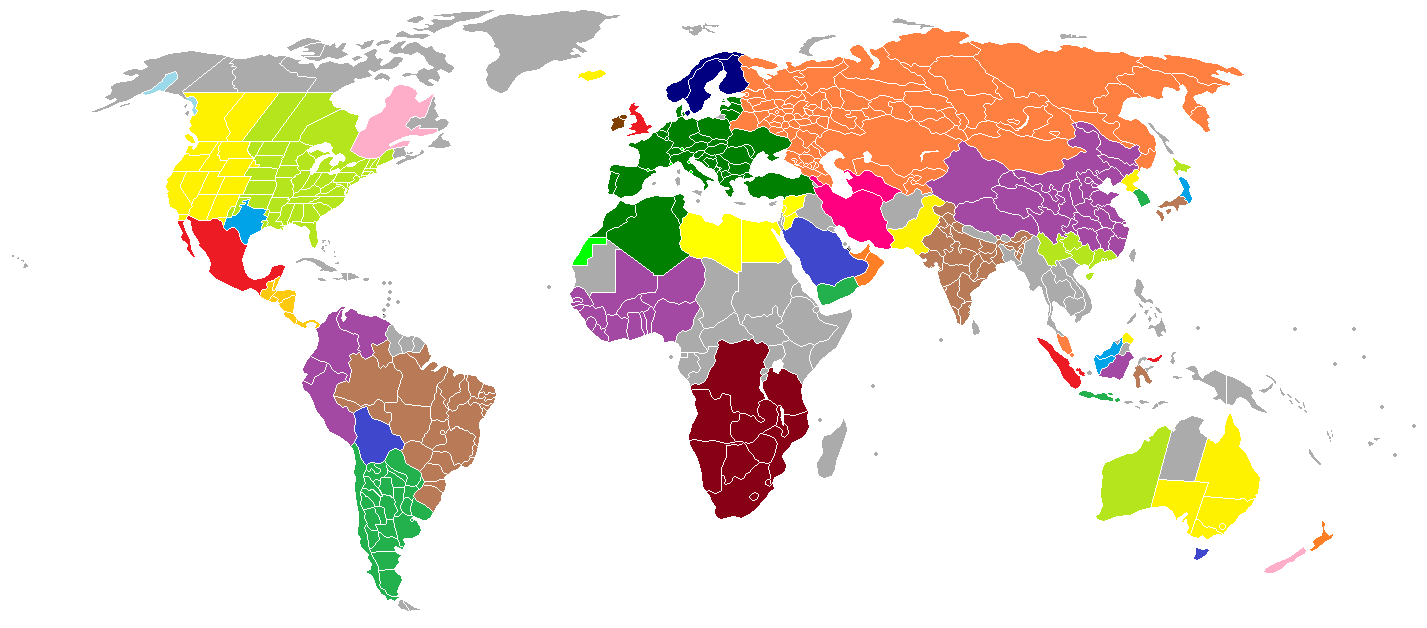
Réseaux synchrones mondiaux. IPS/UPS est affiché en orange.

## UPS
La partie russe de l'interconnexion est connue sous le nom de système d'alimentation unifié de Russie (UPS; russe : Единая энергетическая система России) et comprend six opérateurs de transport régionaux : ECO Centre, ECO Sud, ECO Nord-Ouest, ECO Moyenne Volga, ECO Oural et ECO Siberie. ECO Est opère indépendamment d'UPS de Russie.
UPS de Russie a vu le jour à la suite de la décision de la fédération de Russie no 526 du 11 juillet 2001 « Sur la restructuration du système énergétique uni de la fédération de Russie ». Jusqu'au 1er juillet 2008, Unified Energy System exploitait UPS. Il est actuellement exploité par la Federal Grid Company (FGC UES) de Russie.

## IPS
La partie Integrated Power System (IPS) du réseau comprend les réseaux nationaux du Kazakhstan, du Kirghizistan, de la Biélorussie, de l'Azerbaïdjan, de la Géorgie et de la Mongolie.
Début 2021, l'Ukraine a annoncé qu'elle se déconnecterait de la Russie et de la Biélorussie d'ici la fin de 2023 et s'intégrerait au réseau de l'Europe continentale,. En février 2022, l'Ukraine s'est déconnectée en raison de l'invasion russe de l'Ukraine en 2022, déconnectant également la Moldavie. Début mars 2022, l'Ukraine a achevé une synchronisation d'urgence avec le réseau européen.

## Interconnexions avec d'autres systèmes
Il dispose d'une interconnexion avec le système nordique via une connexion en courant continu haute tension (HVDC) avec la Finlande d'une capacité de 1 420 mégawatts.
En 2005, la Russie et l'UE ont envisagé d'unifier le réseau IPS/UPS avec l'ENTSO-E pour former un seul super réseau synchrone couvrant 13 fuseaux horaires. Il y avait également une proposition d'interconnexion du réseau russe à la Chine et à d'autres systèmes asiatiques avec des liaisons HVDC dans le cadre d'un super réseau asiatique.